# عبد الرحمن الجاسم (لاعب كرة قدم مواليد 1993)
عبد الرحمن أحمد جاسم الجاسم (مواليد 1 مايو 1993) هو لاعب كرة قدم قطري يجيد اللعب كمدافع.

## مسيرة اللاعب
لعب سابقاً في النادي العربي في الفئات السنية و أندية الأهلي والشحانية و مسيمير ومعيذر و البدع .